# Klórkénsav
A klórkénsav (vagy klórszulfonsav) egy szervetlen vegyület, az összegképlete HSO3Cl. A kénsav egyik klórtartalmú származéka. A molekulájában a kénsavnak csak az egyik hidroxilcsoportját (-OH) helyettesíti klóratom. Színtelen, szúrós szagú, levegőn füstölgő folyadék.

## Kémiai tulajdonságai
Víz hatására hevesen bomlik, hidrolizál. A hidrolízis reakcióegyenlete:
{\displaystyle \mathrm {HOSO_{2}Cl+H_{2}O\rightarrow H_{2}SO_{4}+HCl} }
Magasabb hőmérsékleten (körülbelül 150 °C-on) a következő reakcióegyenlet szerint elbomlik:
{\displaystyle \mathrm {2\ HOSO_{2}Cl\rightarrow SO_{2}Cl_{2}+H_{2}SO_{4}\rightarrow SO_{2}+Cl_{2}+H_{2}SO_{4}} }
Hidrogén-peroxiddal reagáltatva peroxo-monokénsavat lehet belőle előállítani.
{\displaystyle \mathrm {ClSO_{2}OH+H_{2}O_{2}\rightarrow H_{2}SO_{5}+HCl} }

## Előállítása
A klórkénsav hidrogén-kloridból és kén-trioxidból állítható elő:
{\displaystyle \mathrm {HCl+SO_{3}\rightarrow ClSO_{2}OH} }
Tömény kénsavból foszfor-pentaklorid hatására is klórkénsav keletkezik:
{\displaystyle \mathrm {H_{2}SO_{4}+PCl_{5}\rightarrow \ HSO_{3}Cl+POCl_{3}+HCl} }

## Felhasználása
A szerves kémiában klórozásra, illetve szulfonálásra (-SO3H csoport bevitelére) használják.